# (2553) Viljev
(2553) Viljev es un asteroide perteneciente al cinturón de asteroides, descubierto el 29 de marzo de 1979 por Nikolái Stepánovich Chernyj desde el Observatorio Astrofísico de Crimea (República de Crimea).

## Designación y nombre
Designado provisionalmente como 1979 FS2. Fue nombrado Viljev en honor al astrónomo y matemático ruso Mijaíl Anatólievich Víliev.